# 1301

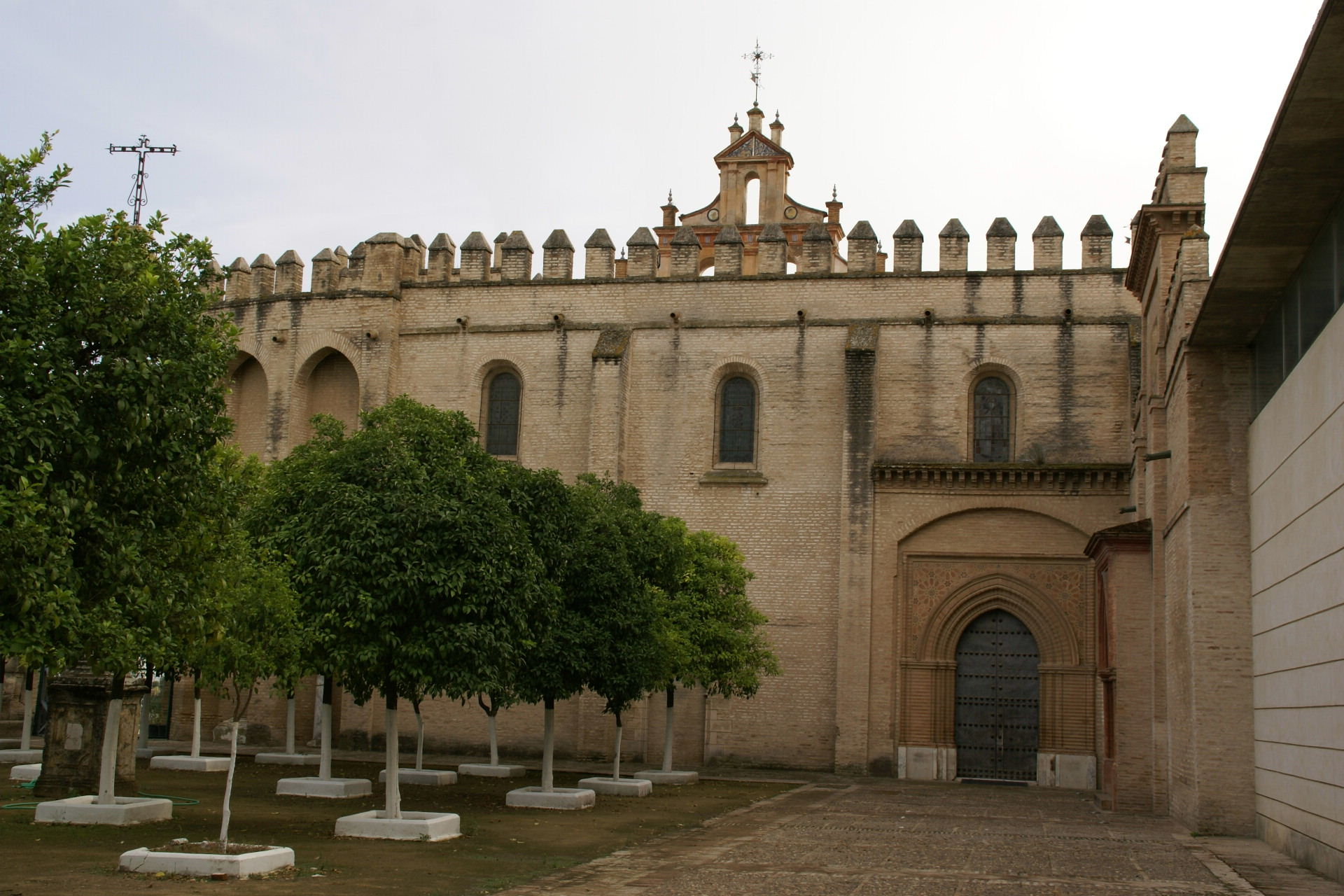
klooster San Isidoro del Campo, Santiponce, gesticht ca. 1301

Het jaar 1301 is het 1e jaar in de 14e eeuw volgens de christelijke jaartelling.

## Gebeurtenissen
februari
- 4 - De opstandige ridder Zweder van Montfoort doodt in de slag bij Hogewoert de bisschop van Utrecht, Willem Berthout van Mechelen.
- 7 - Edward van Caernarfon (later koning Eduard II van Engeland) wordt Prins van Wales, waarmee de traditie begint dat de Engelse kroonprins prins van Wales is.
- 12 - Isabella van Villehardouin, vorstin van Achaje trouwt met Filips I van Piedmont.

mei
- 13-15 juni - Blijde Intrede: koning Filips IV van Frankrijk stelt zich in een serie feestelijke plechtigheden voor aan de steden van Vlaanderen als hun nieuwe landsheer.

juni
- 3 - Verdrag van Brugge: het gedeelte van het graafschap Bar ten westen van de Maas gaat over naar Frans leenheerschap. Het oosten blijft onder Duits leenheerschap.

december
- 13 - Mechelen krijgt stadsrechten.

zonder datum
- De Moscovieten onder Daniël van Moskou veroveren Kolomna.
- Oudst bekende vermelding: Kaggevinne

## Opvolging
- Opper-Beieren - Lodewijk IV naast zijn broer Rudolf I
- Hongarije - Andreas III opgevolgd door Wenceslaus
- Japan (3 maart) - Go-Fushimi opgevolgd door Go-Nijo
- Jauer, Schweidnitz en Münsterberg - Bolko I opgevolgd door zijn zoons Bernard II, Hendrik I en Bolko II
- prinsbisdom Luik - Hugo van Chalon opgevolgd door Adolf II van Waldeck
- Manipur - Moraamba opgevolgd door Thaangbi Laanthaaba
- Münster - Everhard van Diest opgevolgd door Otto III van Rietberg
- Utrecht - Willem Berthout van Mechelen opgevolgd door Gwijde van Avesnes

## Afbeeldingen

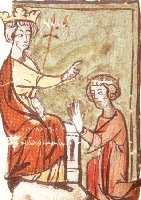
Edward I benoemt zijn zoon Edward Prins van Wales

## Geboren
- 5 augustus - Edmund van Woodstock, Engels edelman
- 24 september - Ralph Stafford, Engels edelman
- Hélie de Talleyrand-Périgord, Frans kardinaal
- Morikuni, shogun van Japan (1308-1333)
- Otto van Oostenrijk, Duits edelman
- Rudolf II van Sausenberg, Duits edelman
- ibn Kathir, Syrisch geleerde (jaartal bij benadering)

## Overleden
- 14 januari - Andreas III (~34), koning van Hongarije (1290-1301)
- 4 februari - Willem Berthout van Mechelen, bisschop van Utrecht (1296-1301)
- 5 april - Everhard van Diest, prinsbisschop van Münster
- 9 november - Bolko I van Schweidnitz (~48), Pools edelman
- Valse Margaretha, Noors impersonator
- Kaidu, Mongools troonpretendent (jaartal bij benadering)